# Francisco Fuentes (humorista)
Francisco Javier Fuentes (Guateque; 2 de julio de 1963-Bucaramanga; 24 de enero de 2016), conocido como Pacho sin Fortuna, fue un humorista colombiano. Era conocido en su trayectoria de comediante por interpretar el personaje de Pacho sin fortuna en el programa de Sábados felices del Canal Caracol para la televisión colombiana.

## Biografía
Pacho sin Fortuna nació en Guateque, Boyacá, pero de muy niño se trasladó con su familia a Tunja.
Fue bachiller del Colegio de Boyacá en la promoción 1982, e ingeniero industrial de la Universidad Pedagógica y Tecnológica de Colombia. Se casó, tuvo 2 hijos, uno de los cuales le sobrevive. Trabajó durante varios años en la Siderúrgica de Boyacá, hoy grupo Siderúrgico DIACO como inspector de seguridad industrial, luego trabajó en la Licorera de Boyacá  como inspector de calidad. Su característica principal siempre fue el humor, en la siderúrgica amenizaba las reuniones y siempre imitaba al presidente y gerente de la época. En 2001 comenzó a participar como cuentachistes en Sábados felices, ganando en 2006 el concurso a mejor cuentachistes del año y obteniendo 25 millones de pesos. Después de este triunfo fue contratado para formar parte del elenco del programa, ocupando este lugar hasta la fecha de su fallecimiento.

## Muerte
El deceso de Francisco Javier Fuentes ocurrió a causa de una enfermedad respiratoria que lo tuvo en cuidados intensivos los últimos dos días hasta el domingo 24 de enero de 2016, y luego de luchar contra un cáncer que le diagnosticaron en 2005, una tuberculosis y una obstrucción intestinal, detectados años más tarde, de los que supo reponerse hasta perder la batalla.